# 505년

## 연호
- 남량(南梁) 천감(天監) 4년
- 북위(北魏) 정시(正始) 2년

## 기년
- 남량(南梁) 무제(武帝) 4년
- 북위(北魏) 선무제(宣武帝) 6년
- 신라(新羅) 지증왕(智證王) 6년
- 고구려(高句麗) 문자명왕(文咨明王) 15년
- 백제(百濟) 무령왕(武寧王) 5년

## 사건
- 동로마 제국의 황제 아나스타시우스 1세가 동아시아의 유목민의 공격에 대응하기 위해 다리알 협곡을 방어하기 위한 비용을 일부 지불하는 것에 동의했다.[1]
- 아나스타시우스 1세가 메소포타미아 북부에 위치한 다라의 재건을 명령했다.[2]
- 훈족이 페르시아 제국을 침공했다.
- 콜로세움이 422년에 이어 다시 지진에 의해 파괴되었다.

## 탄생

### 연도 미상
- 동로마 제국의 장군 벨리사리우스